# Festival international de la chanson de Granby
Le Festival international de la chanson de Granby (FICG) présente un concours annuel de musique émergente situé à Granby, au Québec. 
Crée en 1969, le Grand Concours Hydro-Québec est aujourd'hui considéré comme l'un des plus importants concours de musique francophone en Amérique. Le FICG présente également les volets « Jamais Trop Tôt » et « Vitrines musicales Solotech ».
L’édition 2024 s’est déroulée du 8 au 18 août au marché de la place Johnson et sur la rue principale de Granby, afin d’occuper le centre-ville et de faciliter l’accessibilité pour les spectateurs qui pouvaient s’y rendre à la marche. Pour la première fois, le Festival a visité Bromont en y présentant des spectacles tous les jeudis d’août. 
En 2025, pour la 57e édition du festival, le FICG se trouve confronté à plusieurs défis, en raison de la situation difficile que traverse la culture au Québec, marquée par des restrictions budgétaires. Les organisateurs doivent faire face à une réduction d'environ 20 % du budget alloué à la préparation et à l'élaboration de l'événement. 

## Historique
Le Festival de la chanson de Granby est créé le 8 mai 1969 par Yves Gagnon, alors directeur général du département des loisirs de Granby. La première édition se tient à la boîte à chansons L’Escale et se déroule sur une durée de 11 semaines. La première gagnante est Priscilla Lapointe, une chansonnière de la région.
Alors qu'elle demeure, jusqu'à ce moment, une activité de la programmation annuelle de la Ville de Granby, c'est en 1979 qu'elle acquiert son autonomie. Le 8 février 1979 sont enregistrées les lettres patentes constituant une corporation sous le nom de « Le Festival de la chanson de Granby inc. »
En 1981, le concours est présenté au Palace de Granby, salle de spectacle pouvant accueillir jusqu'à 1200 personnes. En 1988, Radio-Canada diffuse le festival sur sa chaîne télévisuel.

En raison de son attrait grandissant dans toute la francophonie, et plus spécialement dans les communautés francophones canadiennes hors-Québec, le festival devient, en 1989, le Festival international de la chanson de Granby.

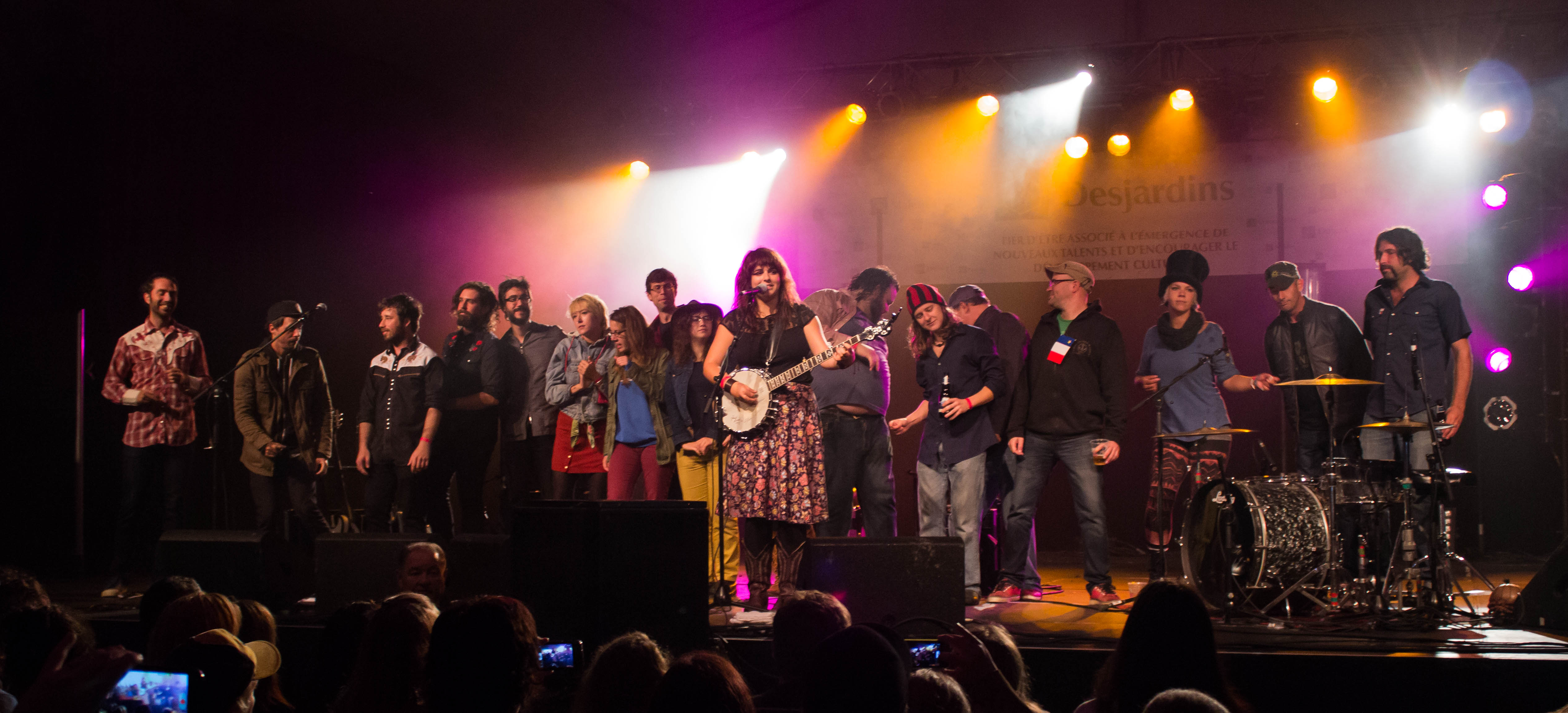
La finale de la soirée acadienne au chapiteau Desjardins en 2013.

Rapidement, l'offre du festival se diversifie. Dès 2009, on y offre des spectacles extérieurs d'artistes déjà établis. En 2011, le FICG introduit le volet « Jamais Trop Tôt » pour les jeunes artistes interprète de 14 à 17 ans.
Depuis 2023, l'artiste lauréat du concours se voit décerner un « Fabienne », trophée nommé en hommage à Fabienne Thibeault, gagnante du concours de 1974.
Le Festival international de la chanson de Granby est aujourd'hui une corporation à but non lucratif dirigée par un conseil d’administration de plus de 10 membres.
Le concours du FICG est encore l'un des plus importants et plus vieux concours de musique francophone en Amérique. Ce festival a vu défiler sur scène nombre d'artistes francophones de renom, dont Lynda Lemay, Luc De Larochellière, Isabelle Boulay, Pierre Lapointe, Jean Leloup, Émile Bilodeau, Lisa LeBlanc, Alex Nevsky, Philippe Brach, Patrice Michaud, Karim Ouellet, Dédé Fortin, Klô Pelgag, Safia Nolin, parmi d'autres.

## Lauréats
| Année                                                                | Catégorie «auteur-compositeur-interprète»            | Catégorie «interprète»                               | Catégorie «groupe»                                   |
| -------------------------------------------------------------------- | ---------------------------------------------------- | ---------------------------------------------------- | ---------------------------------------------------- |
| 1969                                                                 | Priscilla Lapointe                                   | Guilda Boulay                                        |                                                      |
| 1970                                                                 | Jean-Marc Perron                                     | Francine Lévesque                                    |                                                      |
| 1971                                                                 | Fernand Fournier                                     | Denise Guénette                                      |                                                      |
| 1972                                                                 | Claudette Gagnon                                     | Carmen Robert                                        |                                                      |
| 1973                                                                 | Jocelyne Blagdon-Gratton                             | Gérald Paquin                                        |                                                      |
| 1974                                                                 | Calixte Duguay                                       | Fabienne Thibeault                                   |                                                      |
| 1975                                                                 | Pierre Potvin                                        | Madeleine Boucher                                    |                                                      |
| 1976                                                                 | Yvon Pépin                                           | Carole Lamoureux                                     |                                                      |
| 1977                                                                 | Micheline Scott                                      | Diane Pichette                                       |                                                      |
| 1978                                                                 | Jacques Thivierge                                    | Louise-Marie Beauchamp                               |                                                      |
| 1979                                                                 | Jean-Guy Bouchard                                    | Nicole Brémault                                      |                                                      |
| 1980                                                                 | Bernard Daoust                                       | Nancy Allaire                                        |                                                      |
| 1981                                                                 | Guy Perreault                                        | Denis Barbeau                                        |                                                      |
| 1982                                                                 | Ronald Bourgeois                                     | Marie Denise Pelletier                               |                                                      |
| 1983                                                                 | Jean Leclerc (Leloup)                                | Lise Picard                                          |                                                      |
| 1984                                                                 | Lucie Blue Tremblay                                  | Nicole Lauzier                                       |                                                      |
| 1985                                                                 | Jac Gautreau                                         | Céline Lafleur                                       |                                                      |
| 1986                                                                 | Luc De Larochellière                                 | Sylvie Bernard                                       |                                                      |
| 1987                                                                 | Michel Lebœuf                                        | Caroline Harvey                                      |                                                      |
| 1988                                                                 | Carole Lockwell                                      | Nadine Dionne                                        |                                                      |
| 1989                                                                 | Lynda Lemay                                          | Josée Lajoie                                         |                                                      |
| 1990                                                                 | Mario Chenart                                        | Vicky Marchand                                       |                                                      |
| 1991                                                                 | Lyze Grenon                                          | Isabelle Boulay                                      |                                                      |
| 1992                                                                 | Chantal Blanchais                                    | Robin                                                |                                                      |
| 1993                                                                 | Denis Richard                                        | Geneviève Marin                                      |                                                      |
| 1994                                                                 | Dominique Guinois                                    | Monique Bérubé                                       |                                                      |
| 1995                                                                 | Caroline Dufour                                      | Mathieu Lavoie                                       |                                                      |
| 1996                                                                 | Christian Morisset                                   | Josée Lefebvre                                       |                                                      |
| 1997                                                                 | David Bergeron                                       | Isabelle Lehoux                                      |                                                      |
| 1998                                                                 | Jean-François Breau                                  | Johanne Lefebvre                                     |                                                      |
| 1999                                                                 | Dumas                                                | Bruno St-Gelais                                      |                                                      |
| 2000                                                                 | Alexandre Valade                                     | Lise Boyer                                           | Ïambe                                                |
| 2001                                                                 | Pierre Lapointe                                      | Martin Roy                                           | Troud'homme                                          |
| 2002                                                                 | Orly Chap                                            | Cassiopée                                            | Kodiak                                               |
| 2003                                                                 | Steeve Thomas                                        | Sénaya                                               | Kitchoseband                                         |
| 2004                                                                 | Guillaume D'Aoust                                    | Pascale Delagnes                                     | Malade Mantra                                        |
| 2005                                                                 | Alexandre Farina                                     | Angélique Duruisseau                                 | Benwela                                              |
| Dès 2006, les trois catégories sont jointes en un « Grand concours » |                                                      |                                                      |                                                      |
| Année                                                                | Lauréat                                              | Lauréat                                              | Lauréat                                              |
| 2006                                                                 | Alexandre Désilets                                   | Alexandre Désilets                                   | Alexandre Désilets                                   |
| 2007                                                                 | Joce                                                 | Joce                                                 | Joce                                                 |
| 2008                                                                 | Guillaume Gagnon                                     | Guillaume Gagnon                                     | Guillaume Gagnon                                     |
| 2009                                                                 | Patrice Michaud                                      | Patrice Michaud                                      | Patrice Michaud                                      |
| 2010                                                                 | Lisa LeBlanc                                         | Lisa LeBlanc                                         | Lisa LeBlanc                                         |
| 2011                                                                 | Mathieu Lippé                                        | Mathieu Lippé                                        | Mathieu Lippé                                        |
| 2012                                                                 | Rod le Stod                                          | Rod le Stod                                          | Rod le Stod                                          |
| 2013                                                                 | Garoche ta sacoche                                   | Garoche ta sacoche                                   | Garoche ta sacoche                                   |
| 2014                                                                 | Michel Robichaud                                     | Michel Robichaud                                     | Michel Robichaud                                     |
| 2015                                                                 | Caroline Savoie                                      | Caroline Savoie                                      | Caroline Savoie                                      |
| 2016                                                                 | Samuele                                              | Samuele                                              | Samuele                                              |
| 2017                                                                 | Pierre Guitard                                       | Pierre Guitard                                       | Pierre Guitard                                       |
| 2018                                                                 | Lord Byrun                                           | Lord Byrun                                           | Lord Byrun                                           |
| 2019                                                                 | le.Panda                                             | le.Panda                                             | le.Panda                                             |
| 2020                                                                 | Aucun vainqueur en raison de la pandémie de Covid-19 | Aucun vainqueur en raison de la pandémie de Covid-19 | Aucun vainqueur en raison de la pandémie de Covid-19 |
| 2021                                                                 | Marsö Margelidon                                     | Marsö Margelidon                                     | Marsö Margelidon                                     |
| 2022                                                                 | Oli Féra                                             | Oli Féra                                             | Oli Féra                                             |
| 2023                                                                 | Émile Bourgault                                      | Émile Bourgault                                      | Émile Bourgault                                      |
| 2024                                                                 | Vaëlle                                               | Vaëlle                                               | Vaëlle                                               |

## Controverses
En 2022, le festival a refusé la participation du rappeur Samian. L’artiste de la Première Nation Abitibiwinni a refusé de se conformer à la consigne du festival, soit de chanter 80 % des chansons de son spectacle en français et 20 % en anishinaabemwin. En réponse, l'Assemblée des Premières Nations Québec-Labrador a dénoncé la décision du Festival en mentionnant les préoccupations concernant la poursuite de la colonisation et le racisme institutionnel. La controverse était particulièrement pertinente car l'incident s'est produit pendant la Décennie internationale des langues autochtones des Nations unies. En réponse, le concours Les Francouvertes a annoncé avoir modifié son règlement afin d’accepter les langues autochtones. Depuis, le FICG a modifié les règlements pour les inscriptions au Grand Concours Hydro-Québec : Les 3 chansons présentées doivent être écrites en français ou dans une des langues des communautés des Premières Nations, Inuites ou Métisses (pour lesquelles un résumé en français est nécessaire pour l'évaluation).